# Rauiella scita
Rauiella scita är en bladmossart som beskrevs av Hermann Johann O. Reimers 1937. Rauiella scita ingår i släktet Rauiella och familjen Thuidiaceae. Inga underarter finns listade i Catalogue of Life.